# Меран-ле-Валь
Мера́н-ле-Валь (фр. Mérens-les-Vals) — коммуна во Франции, находится в регионе Юг — Пиренеи. Департамент коммуны — Арьеж. Входит в состав кантона Акс-ле-Терм. Округ коммуны — Фуа.
Код INSEE коммуны — 09189.

## Население
Население коммуны на 2008 год составляло 186 человек.
| 1962 | 1968 | 1975 | 1982 | 1990 | 1999 | 2008 |
| ---- | ---- | ---- | ---- | ---- | ---- | ---- |
| 114  | 195  | 157  | 143  | 149  | 180  | 186  |

## Экономика

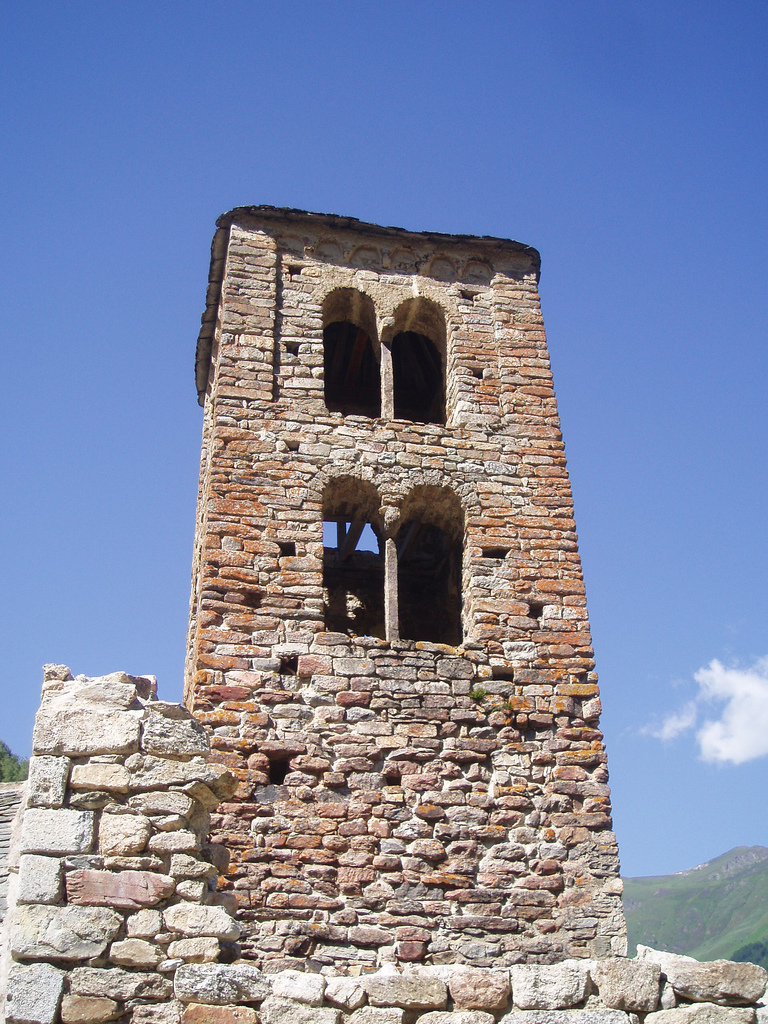
Колокольня церкви

В 2007 году среди 108 человек в трудоспособном возрасте (15—64 лет) 79 были экономически активными, 29 — неактивными (показатель активности — 73,1 %, в 1999 году было 67,6 %). Из 79 активных работали 75 человек (40 мужчин и 35 женщин), безработных было 4 (1 мужчина и 3 женщины). Среди 29 неактивных 4 человека были учениками или студентами, 18 — пенсионерами, 7 были неактивными по другим причинам.